# مينيار
مينيار (بالروسية: Миньяр) هي إحدى مدن روسيا في الكيان الفدرالي الروسي تشيليابينسك أوبلاست.